# Rockford Bay
Rockford Bay è un centro abitato e un census-designated place (CDP) degli Stati Uniti d'America, situato nella contea di Kootenai, nello stato dell'Idaho.